# Mired

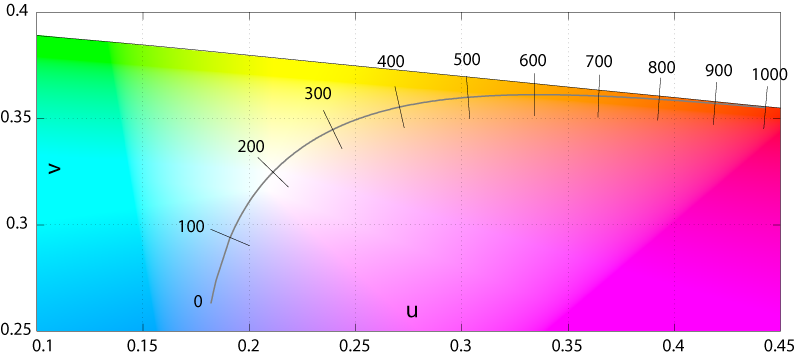
Izotermy v barevném prostoru v miredech.

Mired (μrd zkratka micro reciprocal degree) je jednotkou, vyjadřující teplotu ve fotometrii. Jedná se o převrácenou hodnotu teploty v kelvinech, vynásobenou jedním milionem.
{\displaystyle T\left[\mu rd\right]={\frac {1000000}{T\left[K\right]}}}
Při vyjadřování barevné teploty je jednotka mired "přirozenější" než kelvin, protože její růst odpovídá přibližně rovnoměrné vzdálenosti izoterm v barevném prostoru.
Používá se také k vyjádření absorpční vlastnosti barevných[filtrů ve fotografii. Na rozdíl od vyjádření v kelvinech lze hodnoty v miredech přímo sčítat. Československá norma ČSN 01 1718 předepisovala mired pro tyto účely jako základní jednotku.